# Савчук Максим Володимирович
Савчу́к Макси́м Володи́мирович (нар. 14 квітня 1987, селище міського типу Баришівка, Київська область) — український журналіст-розслідувач.

## Життєпис
Народився у селищі Баришівка на Київщині. Здобув освіту інженера в Національному транспортному університеті та філолога в Національному педагогічному університеті ім. М. П. Драгоманова. Працював у бюро журналістських розслідувань «Свідомо», у газеті «Україна молода», у програмі журналістських розслідувань «Знак оклику» на телеканалі ТВі. З 2014 по 2025 рік — кореспондент програми «Схеми: корупція в деталях» (проєкту Радіо Свобода на телеканалі UA:Перший). Ментор спільного проєкту програми «Схеми» та Інституту розвитку регіональної преси «Схеми в регіонах». У 2025 році доєднався до команди «Слідства.Інфо». Керівник відділу розслідувань «Білоруського розслідувальницького центру».

## Розслідування про бізнес Володимира Зеленського в Росії
У січні 2019 року підготував розслідування «Зелена родина ру», у якому йшлося про те, що Володимир Зеленський має кінобізнес в Росії попри заяви про його закриття. На той час Зеленський заявив про свій намір брати участь у виборах президента України і запевняв, що закрив бізнес у Москві у 2014 році.
У відповідь на запитання щодо бізнесу в Росії Володимир Зеленський відповів журналісту: «Я вам нічого не винен». Після резонансу, яке викликало розслідування, Зеленський визнав, що має кінобізнес в Російській Федерації, а невдовзі заявив про вихід зі складу акціонерів кіпрської компанії-власника кінобізнесу в Росії.

## Цикл розслідувань про Віктора Медведчука
Починаючи з серпня 2018 року системно досліджував бізнесову діяльність родини Віктора Медведчука і його найближчого оточення.
У серпні 2018 року у співавторстві з Наталією Седлецькою випустив розслідування «Хто купив телеканал 112 Україна?», у якому журналісти довели, що менеджмент каналу пов'язаний із Віктором Медведчуком, який на той час це заперечував.
У вересні 2018 року вийшло розслідування «Нафта для куми Путіна Оксани Марченко» про те, що дружина Віктора Медведчука Оксана Марченко має нафтовий бізнес у Росії. Медведчук визнав, що бізнесом керує ним він особисто.
У жовтні 2018 року вийшло розслідування «Газовий партнер кумів Путіна», у якому йшлося, що інтерес до анексованого Росією нафтогазового родовища на ділянці «Глибока» у Чорному морі мають особи з російської компанії «Новые Проекты», пов'язані з Віктором Медведчуком.
У вересні 2019 року вийшло розслідування «У бізнесі тільки дівчата». У ньому йшлося про те, що друг Віктора Медведчука депутат Тарас Козак не задекларував цивільну дружину з бізнесом у Росії Наталію Лавренюк.
У червні 2020 року спільно з журналістами Любомирою Ремажевською та Олександром Чорноваловим підготував розслідування «Ти не один». Журналісти виявили, що Віктор Медведчук має тісні бізнес-зв'язки у медіа, енергетиці й металургії з олігархом Ігорем Коломойським. 

Сам Віктор Медведчук прокоментував цей факт так:
«Всі питання бізнесу викладені в моїй декларації. Більше ніяких коментарів я не даю. А партнерів в бізнесі дуже багато. Весь бізнес, він регулюється чинним законодавством. Комфортно чи не комфортно – просто так сталося і так є. Питання бізнесу – це питання бізнесу. До чого тут ідеологія? Я, наприклад, пана Коломойського, як ви кажете, мого партнера, востаннє бачив років сім тому. А по телефону розмовляв років шість тому. Але ж це не заважає існуванню бізнесу».
У вересні 2020 року у співавторстві з журналістами Любомирою Ремажевською та Олександром Чорноваловим випустив розслідування «Американська мрія Віктора Медведчука». Журналістське розслідування показало, що продукція «Новошахтинського заводу нафтопродуктів», який контролювала родина Медведчука, потрапляла до анексованого Росією Криму, а також у порт Х’юстона, де її отримувала корпорація ExxonMobil.
У жовтні 2020 року вийшов репортаж «Бал у кума Путіна» про весілля пасинка Віктора Медведчука Богдана Марченка. Серед гостей журналісти ідентифікували зокрема Григорія Суркіса та Ігоря Суркіса, Тараса Козака, народного депутата України від партії «Слуга народу» Андрія Холодова.
У грудні 2020 року розслідування «Дорогою в Китай» показало, що компанії, пов'язані з родиною голови політради партії ОПЗЖ Віктора Медведчука та його соратника Тараса Козака, долучилися до зведення спеціального терміналу і канатної дороги між Російською Федерацією та Китаєм.
У лютому 2021 року вийшло розслідування про те, що цивільна дружина народного депутата Тараса Козака купила квартиру в Москві вартістю 13 мільйонів доларів.
У березні 2021 року спільно з Любомирою Ремажевською та Проєктом розслідування корупції та організованої злочинності підготував розслідування про те, що джерело безперебійного фінансування з Росії дісталось Медведчуку та його соратнику Тарасу Козаку одразу після Майдану, у день початку силової окупації Криму.
У травні 2021 року у співавторстві з Любомирою Ремажевською, Михайлом Ткачем та журналістами телеканалу Блесат випустив розслідування «Кум Путіна, олігарх Лукашенка». У ньому йшлося про те, що білоруський олігарх Микола Воробей глибоко інтегрований у бізнес Віктора Медведчука
У листопаді 2021 року вийшло розслідування про ремонт маєтку Віктора Медведчука у Пущі-Водиці. У розслідуванні йшлося, що маєток ремонтують попри санкції РНБО, він має більше від сотні окремих приміщень площею понад дві тисячі квадратних метрів.

## Книга «1937»
10 травня 2022 року вийшла книжка Максима Савчука «1937». Крім післяреволюційної історії Віктора Медведчука, його дружини Оксани Марченко та їхнього оточення, у «1937» вплетені реальні історії із життя редакції програми «Схеми».

## Цикл «Стовпи режиму Путіна»
У березні 2022 року, під час російського вторгнення в Україну спільно зі Scanner Project випустив цикл розслідувань про раніше невідоме майно російських олігархів та бізнесменів у Франції: Володимира Євтушенкова, Олега Демченка, Григорія Берьозкіна, Євгенія Новицького.

## Відзнаки
2011 — друге місце у конкурсі журналістських розслідувань «Української правди» та Посольства США в Україні за статтю про афери на ринку нерухомості.
У 2015 році розслідування «Questions Raised Over Poroshenko's Role In Valuable Kyiv Land Deal» («Таємниці землі президента Порошенка») потрапило до короткого списку міжнародного конкурсу асоціації мовників AIB.
У 2019 році отримав Журналістську премію імені Василя Сергієнка у номінації «Найкраще розслідування в інтернет- та друкованих ЗМІ» за матеріал «Зелена родина ру» (про кінобізнес Володимира Зеленського у Росії).
У 2020 році здобув друге місце на конкурсі журналістських історій DataUp! із матеріалом «Американська мрія Віктора Медведчука» (співавтори — Любомира Ремажевська та Олександр Чорновалов).
Розслідування «Американська мрія Віктора Медведчука» перемогло на Національному конкурсі журналістських розслідувань. Оголошення переможців та нагородження відбулося під час фестивалю розслідувальної журналістики «Межигір'я Фест» в колишній резиденції екс-президента-втікача Віктора Януковича у вересні 2021 року.